# オゾケライト

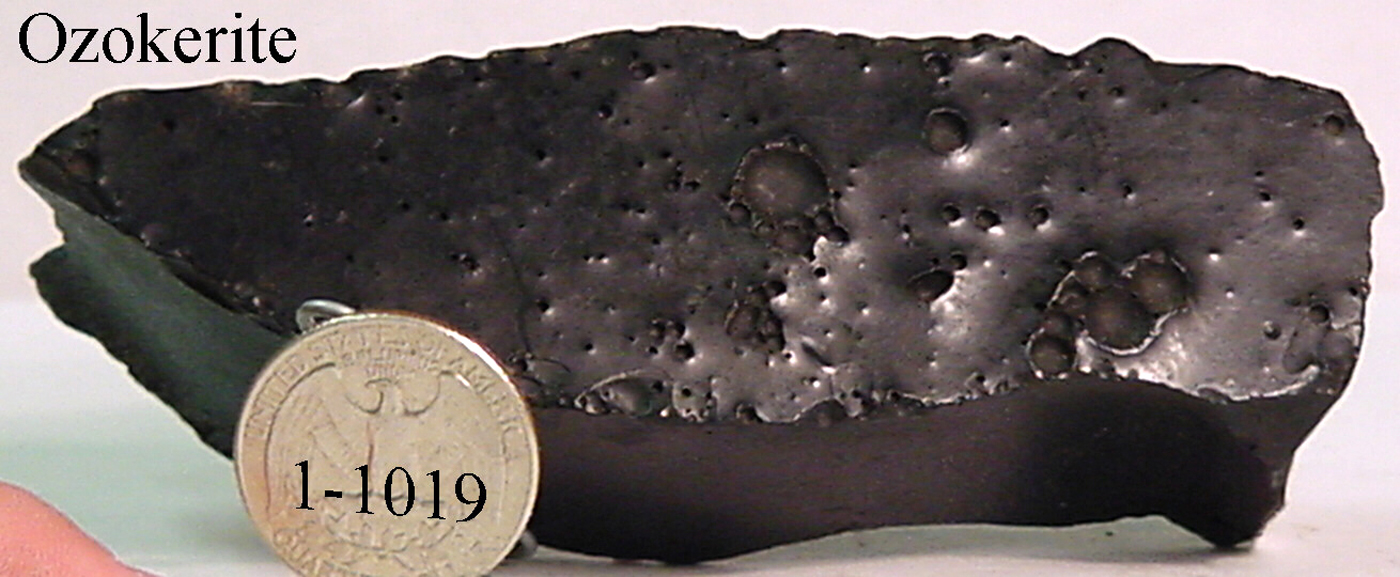

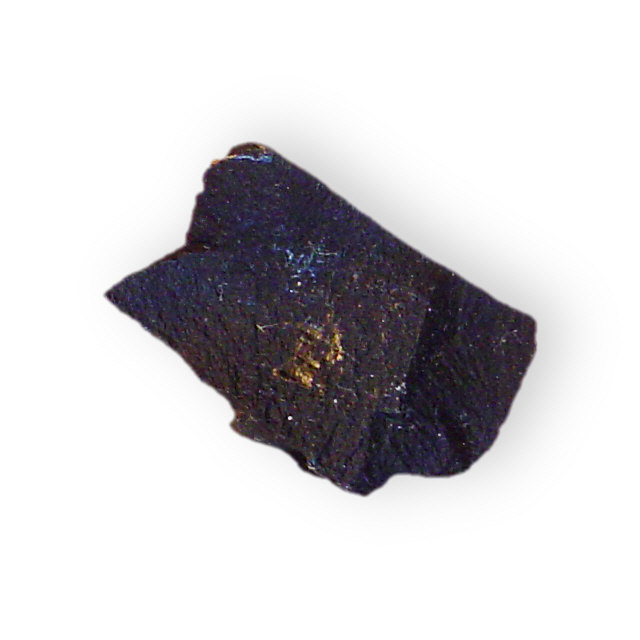
ユタ州ワサッチ郡産のオゾケライト

オゾケライト（ozokerite）は、昔風には地蝋（earthwax）と呼ばれる、自然界に存在する芳香性の鉱物質のワックスまたはパラフィンである。多くの地域に存在する。明確な組成と結晶構造がないため、鉱物ではなく準鉱物と見なされる。オゾケライトとは、ギリシャ語で「臭い」を意味するΌζο (oze)と「蝋」を意味するκερί (kero)から造語された。

## 産地
標本は、スコットランド、ノーサンバーランド、ウェールズ、その他約30か国から採集されている。これらのオゾケライト産地のうち、カスピ海のトルクメンバシュ湾のチェレケン島（現在は半島）、インドのヒマラヤの一部、およびアメリカのユタ州の鉱床が言及に値するが、最後のものは大部分が枯渇している。商業生産を続けている鉱山が今もガリツィアにはあり、ウクライナのボリスラフ（uk:Борислав）、スタールニア（uk:Старуня）、ジウィニアック（:uk:Дзвиняч）などがある。鉱物自体はカルパティア山脈の東西（南北）どちらの斜面からも発見されている。
オゾケライトの鉱床は、鉱脈とほぼ同じ過程で形成されたと考えられている。地中の割れ目や隙間に入り込んだ石油が、ゆっくり蒸発して酸化したことで、堆積したパラフィンだけが残った。天然に見られるオゾケライトは、非常に柔らかいワックスから石膏のような固さの黒い塊までさまざまである。

## 特性
比重は0.85から0.95の範囲で、融点は58 - 100 °C (136 - 212 °F)。ジエチルエーテル、石油、ベンゼン、テレビン油、クロロホルム、二硫化炭素などに可溶である。ガリツィアのオゾケライトは、淡黄色から暗褐色まで色が異なり、二色性のために緑色に見えることがよくある。通常の融点は62 °C (144 °F)。化学的には、オゾケライトはさまざまな炭化水素の混合物で、85〜87重量％の炭素と14〜13重量％の水素を含む。

## 鉱業
オゾケライトの採掘は1880年代にガリツィアで始まり、当初は手労働で運ばれていた。しかし鉱山の深さが200メートルを超えた頃にオゾケライト鉱山を保有していた企業が電力を導入して、搬送、排水ポンプ、および換気などが電気で動くようになった。これらの鉱山には通常、縦坑と横坑（水平坑道）があり、オゾケライトの存在する深さに達すると、鉱床の走向に沿って掘り進む。産出されるワックスの純度は様々である。最良の場合、手づかみで純粋な資源を分離できる。他の場合には、資源が土壌と混合している。この場合、手作業で岩や石を除去してから、「ワックスストーン」を大きな銅器に満たした湯の中に入れて加熱沸騰させ、純粋なワックスが表面に浮かび上がるようにする。その後、今度は水なしで再び溶かして不純物をすくい取った後で、わずかに円錐形の円筒鎔笵に流し込み、出荷用にブロック形状にする。粗製オゾケライトは、最初に硫酸で処理し、次に木炭で処理することによって精製され、セレシン（Ceresin。セレシンワックスとも）が得られる。通常は61 - 78 °C (142 - 172 °F)の融点を持つセレシン（精製オゾケライト）は、主に蜜蝋の混和物として使用される。混ぜたときの見た目の違和感を減らすため、人工的に着色されることも多い。
過熱蒸気を流しながら蒸留すると、オゾケライトからはろうそく原料を得られる。これは石油やシェールオイルから得られるパラフィン（石油ワックス）と似ているが、石油起源のものよりも融点は高い。したがって、たとえば気温が高い環境でも使用できるロウソクを作ることができる。その他、軽油やワセリンに似た製品も得られる。留分（蒸溜加熱した時に気化せずに残る部分）は固くて黒い、蝋のような物質になる。天然ゴムと混合することでオコナイトという電気絶縁体を製造できる。また、魚拓用の墨や靴墨などの原料となるヒールボール（heel-ball）も同じくオゾケライトの留分から製造できる。
オゾケライトの採掘は、石油から精製するパラフィンとの競合により、1940年以降は減少した。しかし、ほとんどの石油製ワックスよりも融点が高いため、電気絶縁体やロウソクなどの一部の用途では依然として需要がある。